# Andrew B. Moore
Pour les articles homonymes, voir Moore.
Andrew Barry Moore, né le 7 mars 1807 à Spartanburg (Caroline du Sud) et mort le 5 avril 1873, est un homme politique démocrate américain. Il est gouverneur de l'Alabama entre 1857 et 1861, au début de la guerre de Sécession.

## Biographie
Andrew B. Moore alors gouverneur de l'Alabama, envoie Isham Warren Garrott en Caroline du Nord, en tant que commissaire pour inscrire l'Alabama dans le mouvement de la sécession.